# NGC 6683
NGC 6683 ist ein offener Sternhaufen vom Trumpler-Typ I2p im Sternbild Schild.
Entdeckt wurde das Objekt am 28. Juli 1827 von John Herschel.